# Тетрагидроксокупрат(II) натрия
Тетрагидроксокупрат(II) натрия — неорганическое соединение,
комплексный гидроксид натрия и меди
с формулой Na2[Cu(OH)4],
тёмно-синие кристаллы,
растворяется в воде.

## Получение
- Растворение оксида меди(II) в растворе гидроксида натрия в инертной атмосфере:

{\displaystyle {\mathsf {2NaOH+CuO+H_{2}O\ \xrightarrow {110^{o}C} \ Na_{2}[Cu(OH)_{4}]}}}
Реакция гидроксида меди(II) с концентрированными растворами щелочей:
{\displaystyle {\mathsf {2NaOH+Cu(OH)_{2}\ \xrightarrow {\ } Na_{2}[Cu(OH)_{4}]}}}

## Физические свойства
Тетрагидроксокупрат(II) натрия образует тёмно-синие кристаллы ромбической сингонии, пространственная группа P 212121, параметры ячейки a = 0,675 нм, b = 0,678 нм, c = 0,902 нм.
Растворяется в воде, не растворяется в метаноле.